# Hexorthodes jocosa
Hexorthodes jocosa là một loài bướm đêm trong họ Noctuidae.